# Eleições Gerais em Taiwan em 2016
As eleições gerais na República da China (Taiwan) de 2016 ocorreram em 16 de Janeiro para eleger o 14º Presidente e o Vice-Presidente da República da China e os 113 membros do Yuan Legislativo.

## Resultados

### Presidência & Vice-Presidência

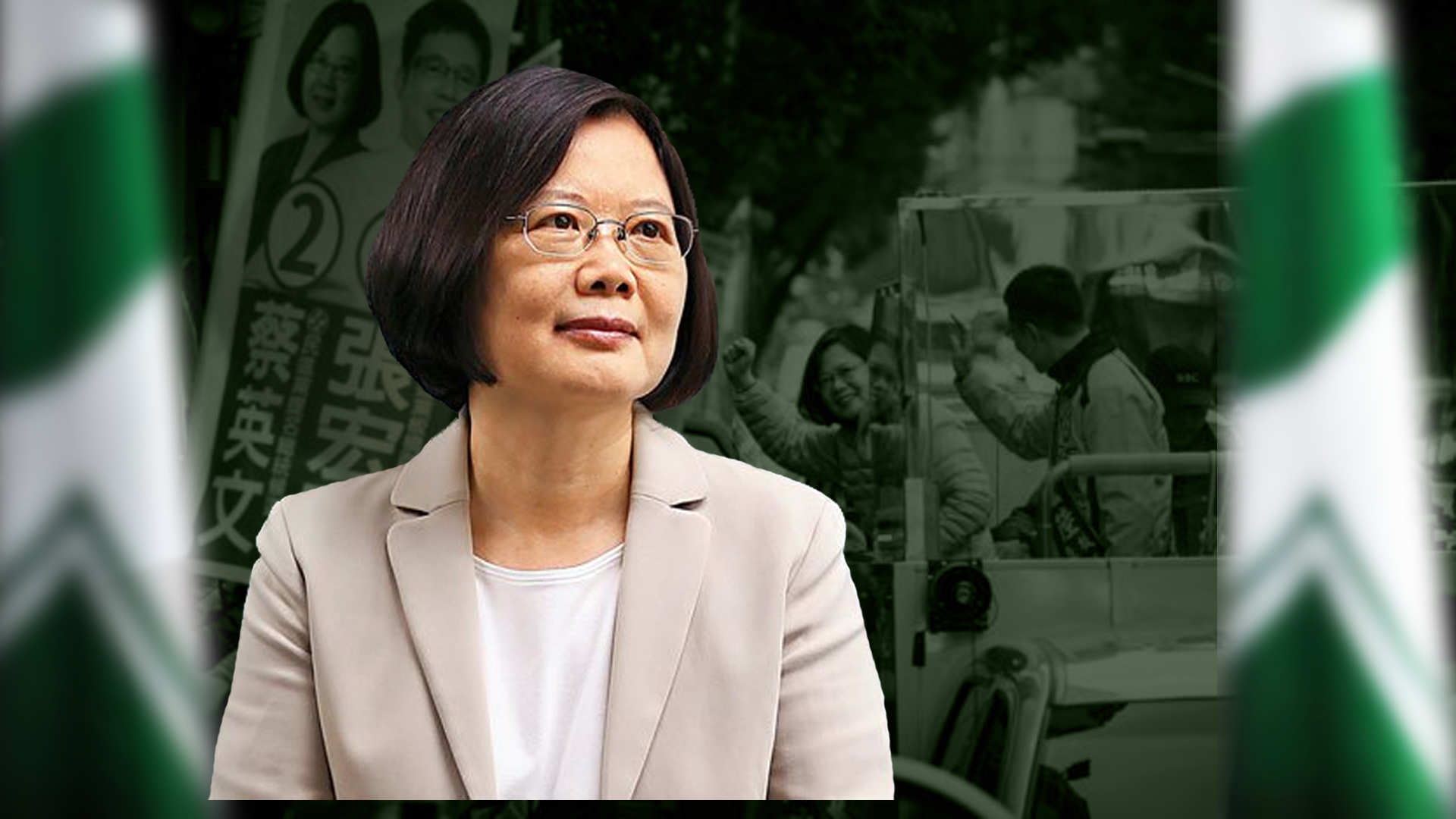
Tsai Ing-Wen em Campanha

A Eleição ocorrida em 16 de Janeiro de 2016 terminou com a vitória de Tsai Ing-Wen e seu colega de chapa, independente, Chen Chien-jen. Ing-Wen se tornou a primeira mulher a assumir a presidência da República da China.
| Partidos                          | Candidatos   | Colega de Chapa | Voto Popular | %      |
| --------------------------------- | ------------ | --------------- | ------------ | ------ |
| Partido Democrático Progressista  | Tsai Ing-wen | Chen Chien-jen  | 6,894,744    | 56.12% |
| Partido Nacionalista Chinês (KMT) | Eric Chu     | Wang Ju-hsuan   | 3,813,365    | 31.04% |
| Partido do Povo em Primeiro       | James Soong  | Hsu Hsin-ying   | 1,576,861    | 12.84% |

### Legislativo
Desde 1928, com a reunificação da China na China Continental e 1949 com a retirada da República da China para Taiwan, Até 2016, a maioria das membros do Yuan Legislativo era do Kuomintang, no entanto, após a eleição legislativa, a maior parte daquele foi ocupado por membros do Partido Democrático Progressista com 68 cadeiras, equivalente a 44% do parlamento.
| Partido   | Líder           | %     | Cadeiras |
| --------- | --------------- | ----- | -------- |
| PDP       | Tsai Ing-wen    | 44.06 | 68       |
| PNC (KMT) | Eric Chu        | 26.91 | 35       |
| PPP       | James Soong     | 6.52  | 3        |
| PNP       | Huang Kuo-chang | 6.11  | 5        |
| USNP      | Lin Pin-kuan    | 0.64  | 1        |

## Referencias
1. ↑  «Presidential, legislative elections set for Jan. 16, 2016 - Focus Taiwan». Focus Taiwan - CNA English News (em inglês). 17 de março de 2015. Consultado em 2 de julho de 2024
2. ↑  «ELECTIONS: Chu concedes, resigns as KMT chair - Taipei Times». www.taipeitimes.com. 17 de janeiro de 2016. Consultado em 2 de julho de 2024
3. ↑  «Three Major IAS Conferences in September-October». IEEE Industry Applications Magazine (4): 11–11. Julho de 2016. ISSN 1077-2618. doi:10.1109/mias.2016.2569318. Consultado em 2 de julho de 2024
4. ↑  Taipei, Jermyn Chow In (17 de janeiro de 2016). «Historic change as KMT loses long-held Parliament majority». Singapore. The Straits Times (em inglês). ISSN 0585-3923. Consultado em 2 de julho de 2024